# Simboli di valuta
I simboli di valuta sono segni grafici comunemente usati come abbreviazione per i nomi delle valute. Sebbene internazionalmente si utilizzi ISO 4217 in sostituzione dei simboli di valuta, questi ultimi sono adoperati più spesso, soprattutto negli stati dove sono comunemente adottate.
Sebbene molti dei simboli siano presenti come entità HTML o come caratteri Unicode, alcuni simboli sono caduti in disuso in seguito all'introduzione dell'euro. In assenza di valuta, viene utilizzato il simbolo generico di valuta.

## Storia
Il simbolo del dollaro è stato uno dei primi simboli di valuta, derivato dal real da 8. Il simbolo della sterlina, usato anche per la lira italiana, deriva invece dalla L di libra. Numerosi simboli presentano delle linee orizzontali o verticali. Nel caso dell'euro le linee parallele rappresentano la stabilità della moneta.

## Posizione del simbolo
Il simbolo di valuta può precedere o seguire la somma di denaro. In numerosi stati, in particolare quelli anglosassoni, è frequente trovare il simbolo prima della quantità: esempi di questo tipo si riscontrano con le valute in uso in Australia, Brasile, Danimarca, Regno Unito, Stati Uniti d'America e Svizzera. In altre nazioni viene specificato dopo, come se fosse un'unità di misura: esempi sono Romania, Norvegia, Svezia ed Ungheria. In alcuni casi, come l'escudo capoverdiano o il franco francese, la valuta sostituisce il separatore decimale.

### Euro
Secondo la commissione europea il simbolo dell'euro può essere posizionato prima o dopo la cifra. Il Manuale interistituzionale di convenzioni redazionali prescrive l'utilizzo del codice EUR o del simbolo € dopo la cifra, ad eccezione delle lingue inglese, irlandese, neerlandese e maltese.

## Simboli di valuta nel mondo
Il seguente è un elenco di vari simboli usati per le valute:
| Simbolo | Valuta           | Stati                                         | Note |
| ------- | ---------------- | --------------------------------------------- | --- |
| ¤       | Simbolo generico |                                               | usato soprattutto quando non è disponibile il simbolo corretto                                                                       |
| ؋       | Afghani          | Afghanistan                                   | |
| ₳       | Austral          | Argentina                                     | utilizzato fino al 1991 |
| ฿       | Baht             | Thailandia                                    | utilizzato in alcuni casi per indicare il Bitcoin (₿)                                                                                |
| ₵       | Cedi             | Ghana                                         | |
| ¢       | cent             | Stati Uniti, Canada, Messico                  | suddivisione del dollaro e di altre valute                                                                                           |
| ₡       | Colón            | Costa Rica, El Salvador                       | utilizzato in El Salvador fino al 2001                                                                                               |
| ₢       | Cruzeiro         | Brasile                                       | utilizzato fino al 1993 |
| $       | Dollaro          | Stati Uniti, Canada, Australia, Nuova Zelanda | usato per molte valute nelle Americhe; oltre al dollaro statunitense, viene utilizzato per il peso ed è spesso confuso con il cifrão |
| ₯       | Dracma           | Grecia                                        | utilizzato fino al 2001 |
| ֏       | Dram armeno      | Armenia                                       | |
| ₫       | Đồng             | Vietnam                                       | |
| ₠       | ECU              | Europa                                        | sostituito nel 1999 dall'euro |
| €       | Euro             | Europa                                        | usato principalmente negli stati dell'Eurozona                                                                                       |
| ₣       | Franco francese  | Francia                                       | proposto da Édouard Balladur, poco utilizzato in Francia dove è stato preferito Fr., FF o F                                          |
| ƒ       | Fiorino          | Paesi Bassi                                   | utilizzato fino al 2001 |
| ℳ       | Goldmark         | Germania                                      | simbolo storico, non utilizzato per il marco tedesco                                                                                 |
| ₲       | Guaraní          | Paraguay                                      | |
| ₴       | Grivnia          | Ucraina                                       | |
| ₭       | Kip              | Laos                                          | |
| ₾       | Lari             | Georgia                                       | |
| ₤       | Lira             | Italia                                        | |
| ₺       | Lira turca       | Turchia                                       | |
| ₼       | Manat            | Azerbaigian                                   | |
| ₥       | Mill             | Stati Uniti                                   | decimo di cent |
| ₦       | Naira            | Nigeria                                       | |
| ₰       | Pfennig          | Germania                                      | centesimo di Goldmark e di Reichsmark                                                                                                |
| ₧       | Peseta           | Spagna, Andorra                               | scarsamente utilizzato fino al 2001, comunemente abbreviato come Pt. o Pts.                                                          |
| ₱       | Peso filippino   | Filippine                                     | |
| ﷼       | Riyal            | Arabia Saudita                                | |
| ៛       | Riel             | Cambogia                                      | |
| ₽       | Rublo russo      | Russia, Ossezia del Sud, Abcasia              | |
| ₹       | Rupia            | India                                         | ha sostituito nel 2010 il simbolo ₨                                                                                                  |
| ૱       | Rupia            | India                                         | in scrittura gujarati |
| ௹       | Rupia            | India                                         | in scrittura tamil |
| රු       | Rupia singalese  | Sri Lanka                                     | generalmente viene usato il simbolo ₨                                                                                                |
| ৲, ৳    | Taka             | Bangladesh                                    | in scrittura bengali |
| ₸       | Tenge            | Kazakistan                                    | |
| ₪       | Siclo            | Israele                                       | |
| ⃀       | Som              | Kirghizistan                                  | |
| £       | Sterlina         | Regno Unito                                   | |
| ₩       | Won              | Corea del Nord, Corea del Sud                 | |
| ₮       | Tugrik           | Mongolia                                      | |
| ¥       | Yen              | Giappone, Cina                                | usato in Giappone per lo yen e in Cina per il renminbi yuan                                                                          |

## Mappa

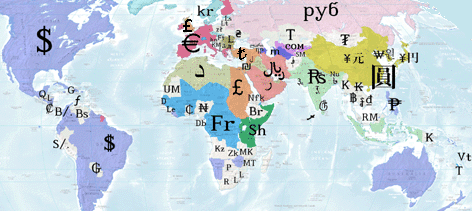
Simboli di valuta nel mondo